# Que Dieu bénisse l'Amérique
Pour plus de détails, voir Fiche technique et Distribution.
Que Dieu bénisse l'Amérique est un film québécois de Robert Morin sorti en 2006.

## Synopsis
Le 11 septembre 2001, alors que les États-Unis subissent les attentats terroristes, la tranquillité d'un quartier de Laval en banlieue de Montréal est ébranlé par le meurtre d'un troisième prédateur sexuel à la suite de la circulation d'une liste de ceux qui habitent le secteur. Sur cette liste, figure Pierre St-Roch qui vient d'être libéré et dont la conjointe expulse de leur maison. Quatre ans plus tard, le sergent Maurice Ménard, voisin de Pierre et inspecteur de police assigné aux meurtres, se remémore cette journée qui s'est terminée par une voiture dans sa piscine.

## Fiche technique
- Titre original : Que Dieu bénisse l'Amérique
- Titre anglais : May God Bless America
- Réalisation : Robert Morin
- Scénario : Robert Morin
- Musique : Bertrand Chénier
- Conception visuelle : André-Line Beauparlant
- Décors : Diane Gauthier
- Costumes : Sophie Lefebvre
- Maquillage : Jessica Manzo
- Coiffure : France Latreille et Pierrette Trottier
- Photographie : Jean-Pierre St-Louis
- Son : Marcel Chouinard, Alexandre Gravel, Louis Collin, Hans Peter Strobl
- Montage : Lorraine Dufour
- Production : Réal Chabot
- Société de production : Coop Vidéo de Montréal, Les Productions 23
- Sociétés de distribution : Christal Films, Les Films Séville
- Pays de production :  Canada
- Langue originale : français
- Format : couleur (Technicolor) — format d'image : 1,85:1
- Genre : comédie dramatique
- Durée : 101 minutes
- Dates de sortie :
  - Canada : 16 février 2006 (première en ouverture des 24es Rendez-vous du cinéma québécois)[1]
  - Canada : 17 février 2006 (sortie en salle au Québec)
  - Canada : 11 juillet 2006 (DVD)

## Distribution
- Gildor Roy : Maurice Ménard, sergent inspecteur de police
- Patrice Dussault : Sylvain Sigouin, policier
- Sylvie Léonard : Angela Di Palma-Sigouin, épouse de Sylvain
- Sylvain Marcel : Pierre St-Roch, prédateur sexuel
- Marika Lhoumeau : Johanne Labossière, mère esseulée en quête d'amour et travailleuse d'appels érotiques
- Gaston Lepage : Claude Béliveau, paysagiste
- René-Daniel Dubois : Richard Poitras, comptable
- Normand D'Amour : Gaétan Proulx, conjoint de Richard
- Dominique Quesnel	: Carole Migneault, amie d'Angela
- Jean-Guy Bouchard : père au resto chinois
- Amélie Bonenfant : Karina Cantin, reporter TVC
- Gaston Caron : Dr Cordelier, psychiatre de Claude
- France Castel : Thérèse Bibeault, agente immobilière Crémax
- Claude Despins : prêteur sur gages Comptant Expert
- Isabelle Vincent : coiffeuse
- Jean-François Beaupré : Racicot, jeune policier qui interpelle Pierre dans la rue
- Luc Roy : Champagne, second policier qui interpelle Pierre dans la rue
- Jasmine Legendre : Véronique Labossière, fille de Johanne
- Zhenhu Han : Wang
- Fei Zhou : caissière du resto chinois
- Marie-Andrée Corneille : épouse de Maurice
- Vincent Giroux : agent de probation
- Benoît Rousseau : chef de police
- Pierre Limoges : prédateur sexuel, contacté par Johanne
- Marie-Hélène Berthiaume : mère de Johanne
- Virginie Dubois : secrétaire du psychiatre
- Robert Morin : 1er client de Johanne
- Marcel Chouinard : 2e client de Johanne
- Julie Boivin : vendeuse
- Nathalie Boutrie : serveuse sexy
- Simon Fournier : agent de sécurité
- Suzanne Lemoine : Manon Nault, conjointe de Pierre (voix hors champ)